# Таль-Дрюлинген
Таль-Дрюлинген (фр. Thal-Drulingen) — коммуна на северо-востоке Франции в регионе Гранд-Эст (бывший Эльзас — Шампань — Арденны — Лотарингия), департамент Нижний Рейн, округ Саверн, кантон Ингвиллер. До марта 2015 года коммуна административно входила в состав упразднённого кантона Дрюлинген (округ Саверн).
Площадь коммуны — 5,25 км², население — 165 человек (2006) с тенденцией к стабилизации: 180 человек (2013), плотность населения — 34,3 чел/км².

## Население
Население коммуны в 2011 году составляло 179 человек, в 2012 году — 180 человек, а в 2013-м — 180 человек.
| 1962 | 1968 | 1975 | 1982 | 1990 | 1999 | 2006 | 2008 | 2011 | 2012 | 2013 |
| ---- | ---- | ---- | ---- | ---- | ---- | ---- | ---- | ---- | ---- | ---- |
| 265  | 240  | 206  | 205  | 201  | 186  | 165  | 173  | 179  | 180  | 180  |

Динамика населения:

## Экономика
В 2010 году из 115 человек трудоспособного возраста (от 15 до 64 лет) 89 были экономически активными, 26 — неактивными (показатель активности 77,4 %, в 1999 году — 61,7 %). Из 89 активных трудоспособных жителей работали 80 человек (48 мужчин и 32 женщины), 9 числились безработными (трое мужчин и шесть женщин). Среди 26 трудоспособных неактивных граждан 4 были учениками либо студентами, 9 — пенсионерами, а ещё 13 — были неактивны в силу других причин.